# Louis Davids
Louis Davids, pseudoniem van Simon David (Rotterdam, 19 december 1883 – Amsterdam, 1 juli 1939), was een Nederlands acteur, cabaretier, zanger en revueartiest. Hij staat bekend als een van de grootste namen van de Nederlandse kleinkunst.

## Biografie

### Jonge jaren

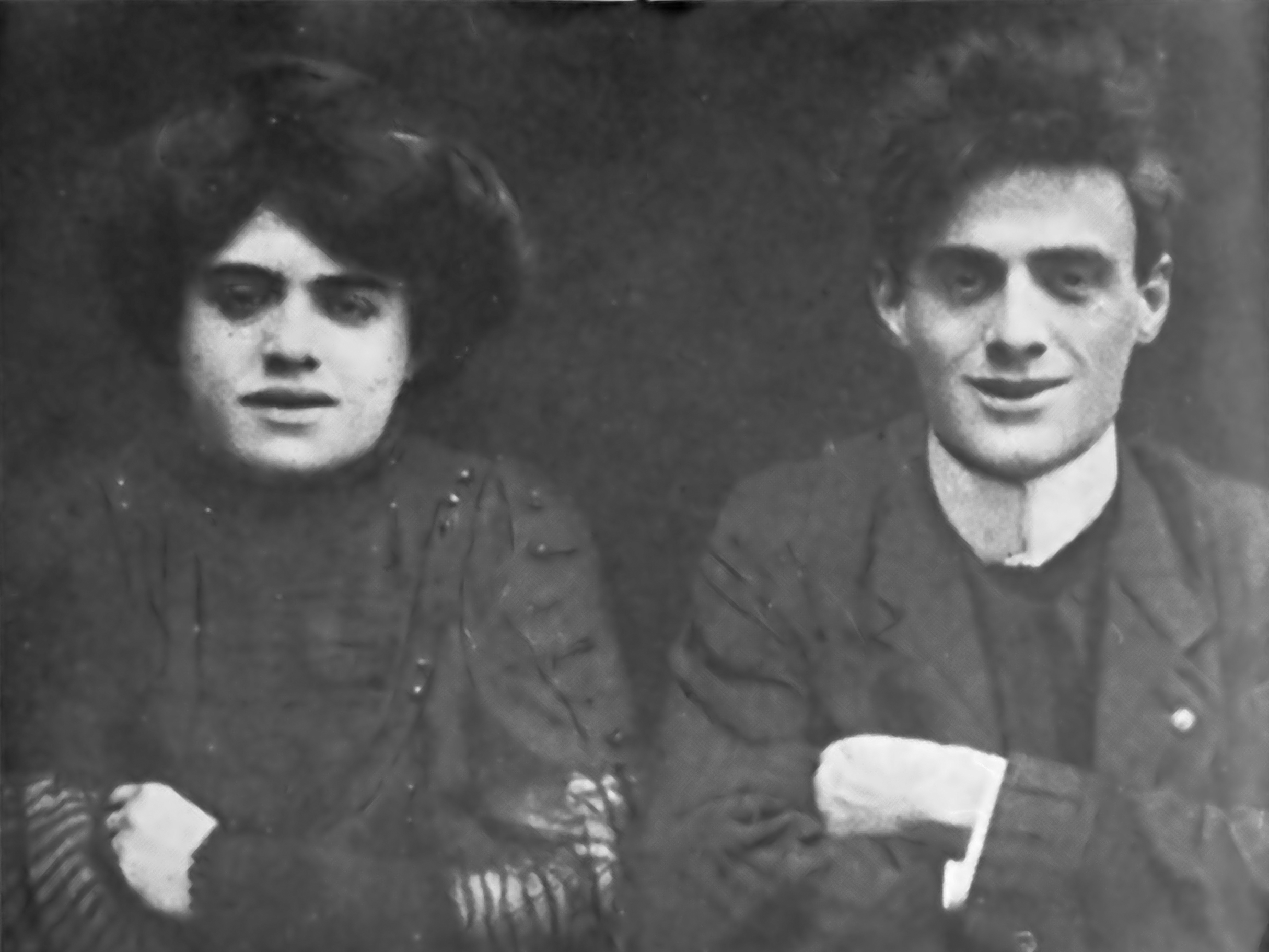
Heintje en Louis Davids

Davids werd geboren in de Raamstraat in de Rotterdamse Zandstraatbuurt als zoon van de komiek en caféhouder Levie David (1857-1906) en Francina Terveen (1858-1927) in een arm Joods gezin van vier kinderen. Zijn ouders traden op met komische duetten en Louis zong als 8-jarige al op kermissen, door zijn broer Hartog (Hakkie) begeleid op de piano. Hakkie en Louis gingen in de wintermaanden naar de Havenlozen School en kregen daarnaast privé-lessen — Hakkie in muziek en Louis in moderne talen. De leraar van Louis, meester Thorn, was een groot variétéliefhebber en bracht dit over op zijn leerling.
Zijn eerste optreden had Louis al op vijfjarige leeftijd op de Groningse kermis, waar hij staand op een pilaar en gekleed in een rokkostuum en hoge hoed liedjes zong. Hij kreeg de reputatie van wonderkind en boekte al snel flinke successen; op vijfjarige leeftijd krijgt hij het voor die tijd hoge salaris van vijf gulden per dag en later werd dit zelfs het dubbele. Op zijn zevende komt zijn grote doorbraak als hij een contract krijgt bij theater Tivoli aan de Westerstraat, waar hij optreedt onder de naam Louis Davids Jr. Zijn successen zorgden regelmatig voor ruzies tussen Louis en zijn vader, die hem ‘het kleine aristocraatje’ noemde. Vanwege de oplopende spanningen besloot vader Davids dat het beter was als Louis niet langer met zijn ouders optrad, waarop Louis een duo vormde met zijn zus Rika. De twee wisten een plaats te veroveren in theater Pschorr. Ze zongen er liedjes als Een reisje langs den Rijn en Zandvoort bij de zee. In het Amsterdamse Carré wist Duo Davids vervolgens onder leiding van theaterdirecteur Frits van Haarlem een succesvol revueprogramma op te zetten.
Na een paar jaar was het duo echter te oud om nog voor miniatuurkomieken door te kunnen gaan en te jong om als volwaardig artiestenduo gezien te worden. Ze werden door Van Haarlem op straat gezet en Louis moest noodgedwongen terugkeren naar zijn familie. Na zijn successen in Carré was zijn afkeer voor de tingeltangelcafés waar ze optraden nog groter geworden. Hij veroorzaakte een rel met zijn verzet tegen het zogenaamde mansen, waarbij een vrouwelijk artiest met een schoteltje langs het aanwezige publiek moest om geld te vragen. Destijds de gebruikelijke manier voor artiesten om inkomsten te verwerven, maar Louis kon de vunzige opmerkingen en handtastelijkheden van het vaak stomdronken publiek niet langer aanzien. Toen hij zestien jaar werd, mocht hij toetreden tot artiestenvereniging 'Hulp in Nood', waarvan zijn vader voorzitter was. Zijn allereerste actie was een poging het mansen te verbieden. Zijn vader verklaarde zich tegenstander en een laaiende ruzie brak uit in het gezin, waarbij Louis door zijn ouders werd uitgescholden voor 'rooien sociaal'. Door zijn acties volgde na enige tijd een volstrekt verbod op rondgang na een voorstelling, maar Louis werd uit het gezelschap van zijn vader gezet. Na een jaar als goochelaarshulpje in Engeland keerde hij terug naar huis.

### Revuester
In 1904 moest Davids voor een jaar in militaire dienst. Na zijn terugkomst smeekte hij Van Haarlem om een tweede kans, die uiteindelijk zwichtte; Louis en Rika mochten voor de tweede maal in Carré optreden, nu als volwaardige artiesten. Ze maakten deel uit van een revueachtig programma, waar ze samen met andere artiesten liedjes ten gehore brachten en sketches speelden. Tussendoor waren dansers en acrobaten te zien. De optredens in Carré zorgden voor een belangrijke doorbraak in Davids’ carrière, hij begon nu echt naam te maken als artiest.
Davids trouwde in oktober 1906 met Rebecca (Betsy) Kokernoot. Het was een weinig liefdevol huwelijk, dat Davids later zou omschrijven als een "moetje"; Betsy was namelijk al vier maanden zwanger. Al voor de geboorte van zijn dochter vertrekt Louis voor een tijd naar Engeland. Hij is hiervoor uitgenodigd door Frits van Haarlem, die een grootse revue in Carré wilde verwezenlijken en daarvoor in Londen inspiratie wilde opdoen. Louis leek de aangewezen persoon om hem hierbij te helpen; na zijn tijd als goochelaarshulpje kende hij de weg in Londen immers als geen ander. Resultaat van de expeditie was de eerste grote Nederlandse revue, Koning 'Kziezoowat in Amsterdam, die Davids samen met Van Haarlem schreef en waarin Rika en hijzelf de hoofdrollen speelden. De revue werd meer dan honderd keer opgevoerd in Carré en was een daverend succes. Na dit overweldigende succes zetten Louis en Rika een punt achter de samenwerking met Van Haarlem en stapten over naar de revue van Henri ter Hall, waar jongere zus Hendrika (Heintje) hen kwam versterken.
Toen Rika de Oostenrijkse goochelaar Joachim Lifschütz ontmoette, trouwde ze, vertrok naar Engeland en stapte uit het duo. Het was een klap voor Davids, die zo goed op zijn zus ingespeeld was en aanvankelijk weigerde hij opnieuw een duo te vormen. Zijn zus Heintje wist hem met veel moeite toch over te halen. Tegen alle verwachtingen in had het nieuwe Duo Davids nog meer succes dan het oude en er werden zelfs tournees naar Duitsland en Engeland ondernomen (1910-1911). In die eerste jaren begon Davids ook op te treden in Nederlandse operettes en voor de stomme film. De echtgenoot van Heintje, Philip Pinkhof, schreef voor de revues waar de beide Davidsen in speelden. De samenwerking duurde jaren voort, waarin ze niet alleen met regelmaat in Carré stonden, maar ook tournees door onder andere Duitsland en Engeland maken.

### He, She and the Piano

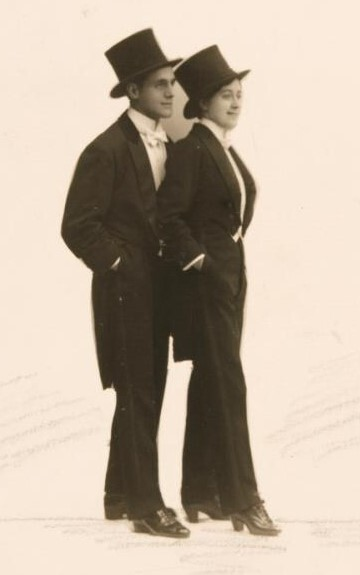
Louis Davids en Margie Morris in "He, She and the Piano", 1920

Tijdens een tournee door Engeland maakte hij kennis met de Engelse officiersdochter en artieste Margareth Whitefoot, beter bekend als Margie Morris; een getalenteerde muzikante, opgeleid aan het conservatorium. De twee kregen een verhouding en in 1913 verhuisde Morris naar Nederland. Betsy Kokernoot weigerde echter om de door Louis aangevraagde scheiding door te zetten, waardoor ze tot zijn dood officieel getrouwd zouden blijven. Louis verliet haar wel en hij verhuisde samen met Margie naar Amsterdam.
Tot 1922 vormden Margie en Louis het duo "He, She and the piano", waarvoor Margie meestal als componist tekende. Margie en Louis kregen in 1915 een zoon, Louis jr. Het komische repertoire werd langzamerhand uitgebreid met het levenslied. In 1919 gingen Morris en Davids acht maanden lang op tournee in Nederlands-Indië. Aldaar voelde Davids zich ontzet over de onderdrukking van de inheemse bevolking, wat hem ertoe bewoog bij terugkomst in Nederland het lied Rassenhaat te schrijven. Daarin liet hij zich uiterst kritisch uit over de Nederlandse kolonisatoren, die hij beschreef als 'De heren die hoonen en trappen, die onder 't mom van beschaving, cultuur, 'n volk van millioenen verdrukken'.
Davids en Morris schreven samen een aantal beroemd geworden liedjes; niet alleen voor het eigen repertoire, maar bijvoorbeeld ook voor toneelstukken van Herman Bouber zoals Bleeke Bet (1917), Oranje Hein (1918) en De Jantjes (1920).
Gedurende de Eerste Wereldoorlog leidde Davids enige tijd het 'Eerste Nederlandse Mobilisatie Cabaret' - het leger had ingezien dat Davids zo bruikbaarder was dan als gewoon landweerman. In deze periode ontstonden een aantal allerminst verfijnde nummers geïnspireerd op het soldatenleven, zoals Potverdikkie poetsie pats en het apachenliedje Op den dijk. Tussen 1922 en 1926 was Davids directeur van het Casino-theater in Rotterdam.

### De Grote Kleine Man

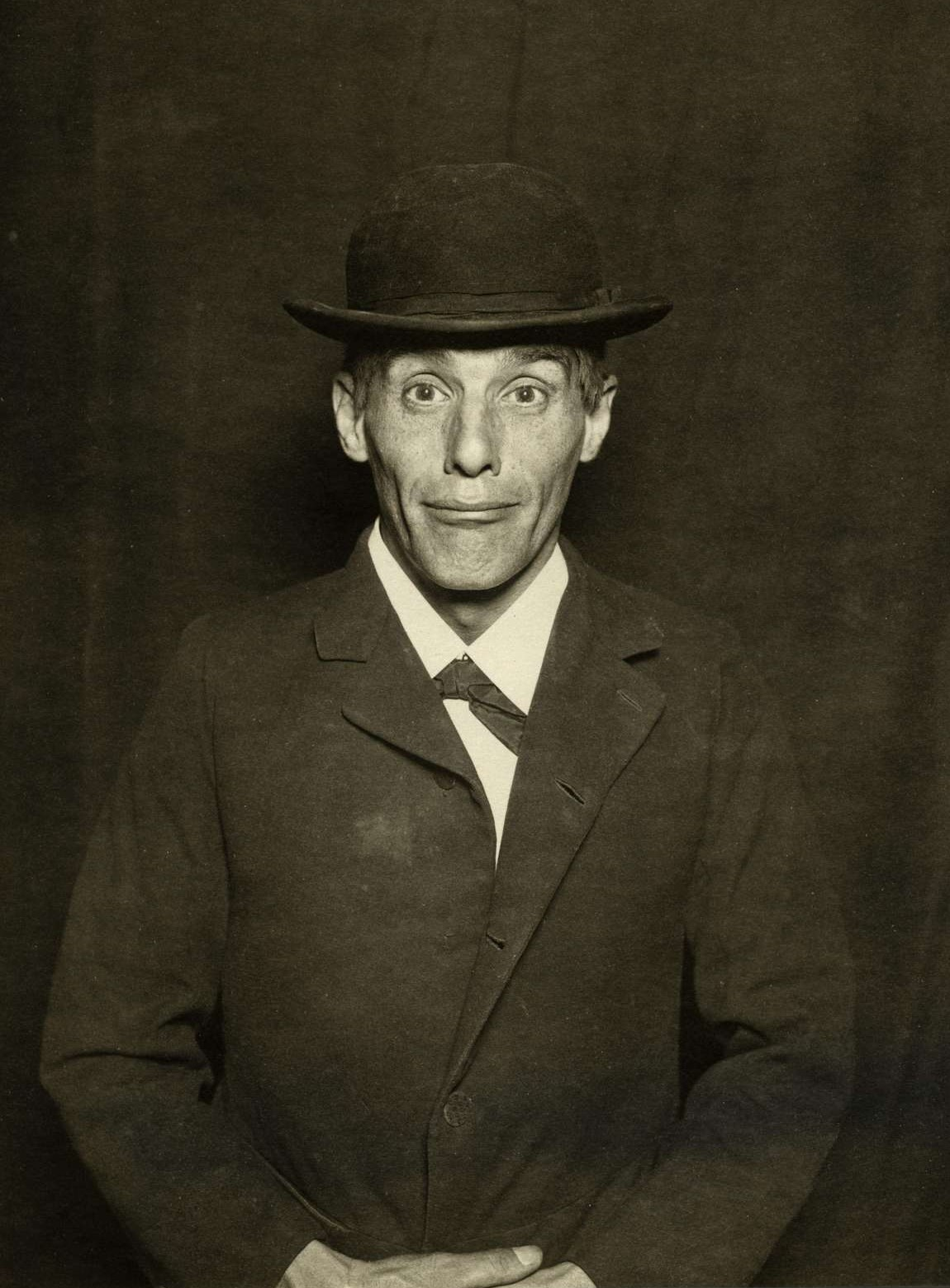
Louis Davids als 'de kleine man', 1929

In 1926 ging Davids weer naar Amsterdam en werkte hij mee aan verschillende revues onder directie van Frits Stapper. In de revue Lach en vergeet (1929) zong hij voor het eerst het lied dat verreweg zijn bekendste zou worden: De kleine man, waarin hij als burgermannetje met bolhoed de tussen kapitaal en arbeid in verdrukking komende kleine burger bezingt. Zowel het liedje, dat nog in hetzelfde jaar op plaat werd uitgebracht, als de bijbehorende sketch waarin Davids' kleine man bij de stembus belaagd werd door politieke propagandisten, oogstten veel lof. Uit deze periode dateert ook zijn relatie met tekstschrijver Jacques van Tol, met wie hij een auteursrechtelijke overeenkomst sloot; Van Tol zou anoniem vrijwel alle teksten voor Davids schrijven in diens Kurhaus-Cabaretperiode (1931-1938).

### Kurhaus-periode
Na de dood van Jean-Louis Pisuisse, op wiens begrafenis Davids een rede hield, was het Kurhaus, waar Pisuisse gewoonlijk optrad met zijn cabaret, een tijd zonder succes als bioscoop geëxploiteerd. Daarna, in 1931, zocht de Maatschappij Zeebad Scheveningen contact met Davids. In de jaren die volgden bereikte zijn roem een hoogtepunt en vestigde hij zijn naam als de veelzijdigste en best gewaardeerde kleinkunstenaar van Nederland. De Scheveningse programma's, evenals de programma's die Louis Davids af en toe in het Amsterdamse Leidsepleintheater bracht, droegen het karakter van een cabaretrevue: zang en conférences afgewisseld door revuesketches en nummers die aan Davids' verleden in het variété deden denken, zoals buiksprekers en sneltekenaars. Van veel betekenis was het feit dat Davids vele begaafde Nederlandse en buitenlandse artiesten in zijn programma's een kans gaf. Onder hen waren gevestigde grootheden als Rudolf Nelson en zijn cabaret uit Berlijn, maar ook beginners als het Cabaret Ping Pong, Martie Verdenius, Wim Kan en Corry Vonk. Ook Wim Sonneveld begon zijn carrière bij Davids; nog niet als artiest, maar als secretaris op kantoor. In de winter werkte Davids als vanouds bij de revue, o.a. bij Meyer Hamel en René Sleeswijk.
In mei 1931 vertrok Davids naar Londen om voor het Britse platenlabel His Master's Voice een aantal liedjes op te nemen met het orkest van orkestleider Bert Ambrose in de C-studio van Queen's Hall.
In 1937 werd Davids door Koningin Wilhelmina benoemd tot Ridder in de Orde van Oranje-Nassau.

### Ziekte en dood
In 1937 moest Davids zijn medewerking aan de Nederlandsche Revue van Sleeswijk beëindigen wegens zijn astma. Een jaar later moest hij om gezondheidsredenen ook het Kurhaus-Cabaret verlaten. De ziekte had hem sinds de jaren twintig zeer veel hinder bezorgd; sporadische kuren hadden niet veel geholpen. De astma-aanvallen, die hem dwongen te stoppen met werken, waren indirect ook verantwoordelijk voor zijn toch vrij onverwachte dood op 55-jarige leeftijd in 1939.
Op 3 juli 1939 vond de uitvaart plaats. Duizenden bewonderaars kwamen naar de Herman Gorterstraat om bij de woning een laatste groet uit te brengen en de motorkap van de rouwauto met bloemen te overladen. Davids werd gecremeerd in Crematorium Westerveld te Driehuis, waar o.a. Max Ehrlich, Henri ter Hall, Louis Contran, Max Tak en Alex Benno spraken. De baar werd neergelaten begeleid door een orgeluitvoering van Åses død uit Edvard Griegs Peer Gynt suite. Zijn as is in een columbarium van het crematorium bijgezet. De resten van zijn zwager Philip "Rido" Pinkhof en zijn zuster Heintje Davids werden later bij hem geplaatst.

## Repertoire
Een kleine greep uit het repertoire van Davids: De kleine man, Mina, Nou tabé dan, Kindervragen, Lintjesregen, Sally met de roomijskar, Wat een meisje weten moet, Weekend in Scheveningen, Mammie heeft haar rijbewijs, Naar de bollen, De begrafenis van ome Manus, De Scheveningse zee, Bridgeclub Kijk voor je, De Sweepstake, Waarom zou ik niet, De olieman heeft een Fordje opgedaan, Ich küsse ihre Hand Madame, De voetbalmatch, Weet je nog wel oudje, Moeder is dansen, Als je voor een dubbeltje geboren bent, In de Jordaan.

## Nalatenschap

### Louis Davidsring
Ter nagedachtenis aan Davids introduceerde de gemeente Rotterdam in 1948 de Louis Davidsring, een prestigieuze kleinkunstonderscheiding. Zus Henriëtte (Heintje) werd als laatst overlevende lid van de familie Davids de eerste drager van de ring. Andere dragers waren daarna Wim Kan, Herman van Veen en Claudia de Breij.

### Louis Davidsmonument

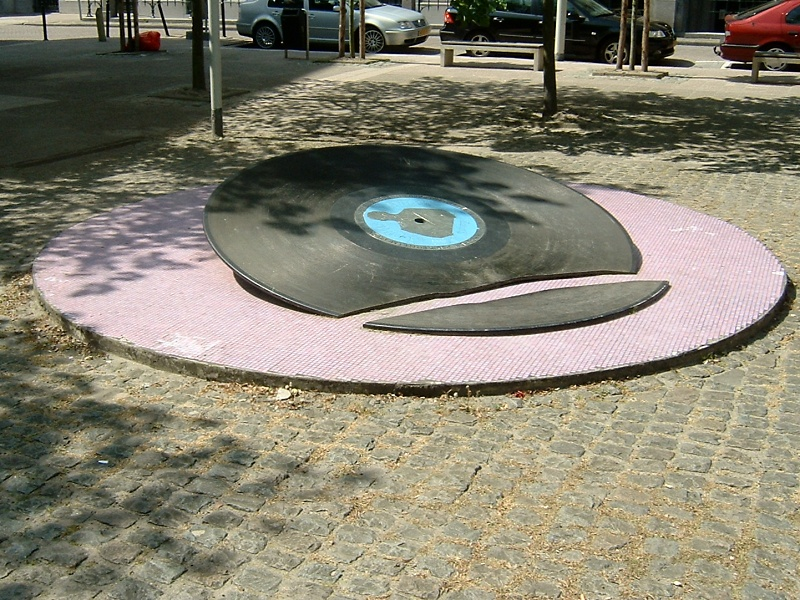
Louis Davidsmonument in Rotterdam

Op initiatief van het Comité 'Herdenking Louis Davids' kwam in 1983 een Louis Davidsmonument tot stand op het Raamplein achter het Rotterdamse Stadhuis, grenzend aan Haagse Veer en Zandstraat, in de buurt waar Davids werd geboren en zijn eerste levensjaren heeft doorgebracht.
De 78 toerenplaat van geverfd staal, met in het midden een portret van Davids en de tekst: "Ik hoop dat als ik er niet meer zal zijn, mijn liedjes steeds in herinnering zullen blijven", werd ontworpen door de Rotterdamse kunstenaar Mathieu Ficheroux.
In verband met de bouw van het Timmerhuis en de herinrichting van het plein heeft het werk enige tijd in de opslag gelegen. Op donderdag 24 maart 2016 is het werk geheel gerestaureerd teruggeplaatst op het heringerichte Raamplein. Tijdens de onthulling werd ook het boek De Zandstraatbuurt en zijn Joodse inwoners van Hans Schippers, Chris Buitendijk, Albert Ringer en Rob Snijder gepresenteerd.

### De zoon van Louis Davids
Op 27 oktober 1983 ging de musical De zoon van Louis Davids in première, geschreven door Gerben Hellinga en Jacques Klöters ter gelegenheid van Davids' honderdste geboortejaar. Acteur Johan Ooms, die de rol van Louis Davids al eerder had vertolkt in Hellinga's toneelstuk Mensch durf te leven over het leven van Jean-Louis Pisuisse, kroop voor de musical opnieuw in de huid van de 'grote kleine man'. De musical werd gefilmd door regisseur Dimitri Frenkel Frank.

### Overig
In 2010 speelde het Nederlands Komedie Theater een theatervoorstelling over Davids, getiteld Liedjes van Louis Davids.

## Onderscheidingen
- Ridder in de Orde van Oranje-Nassau, 31 augustus 1937